# Moment Minsky’ego
Moment Minsky’ego − punkt, w którym w wyniku spekulacji załamuje się piramida finansowa. Na tym etapie destabilizacja rynków finansowych staje się tak duża, że jedynie globalne działania rządów, skierowane przeciw przyczynie niestabilności, mogą pozwolić uniknąć upadku systemu bankowego.